# Novîna, Korosten
Novîna (în ucraineană Новина) este localitatea de reședință a comunei Novîna din raionul Korosten, regiunea Jîtomîr, Ucraina.

## Demografie
Componența lingvistică a localității Novîna
     Ucraineană (97,86%)
     Română (2,14%)
Conform recensământului din 2001, majoritatea populației localității Novîna era vorbitoare de ucraineană (97,86%), existând în minoritate și vorbitori de română (2,14%).